# Cantó de Montfaucon de Velai
El cantó de Montfaucon de Velai és un cantó francès del departament de l'Alt Loira, situat al districte de Sinjau. Té 7 municipis i el cap és Montfaucon de Velai.

## Municipis
- Dunières
- Montfaucon de Velai
- Montregard
- Raucoules
- Riotord
- Saint-Bonnet-le-Froid
- Saint-Julien-Molhesabate

## Història
| Data d'elecció                           | Identitat          | Partit           | Qualitat |
| ---------------------------------------- | ------------------ | ---------------- | -------- |
| 1961-1973                                | Georges Billamboz  | CD, després CDP  |          |
| 1973-1979                                | M. Riocreux        | UDR, després RPR |          |
| 1979-                                    | Jean-Pierre Marcon | UDF, després UMP |          |
| les dades anteriors no són pas conegudes |                    |                  |          |
|                                          |                    |                  |          |

## Demografia
| 1962  | 1968  | 1975  | 1982  | 1990  | 1999  | 2007  |
| ----- | ----- | ----- | ----- | ----- | ----- | ----- |
| 8.257 | 7.939 | 7.561 | 7.317 | 7.316 | 7.046 | 7.242 |